# Луиза-Хенриета дьо Бурбон
Луиза-Хенриета дьо Бурбон (на френски: Louise Henriette de Bourbon), по рождение мадмоазел Дьо Конти (Mademoiselle de Conti; * 20 юни 1726, Париж, Кралство Франция, † 9 февруари 1759, Париж, Кралство Франция), е френска принцеса от дома на Бурбоните, херцогиня на Шартър и след това херцогиня на Орлеан.
На 4 април 1752 г. съпругът ѝ оглавява Орлеанския дом и става първи принц по кръв, т.е. първият човек в династията след преките членове на френското кралско семейство, следователно обръщението „мосю принца“ и „мадам принцесата“ започва да се използва за него и съпругата му в двора.
Тя е баба на френския крал Луи-Филип, а сред потомците ѝ са днешните крале на Белгия и Испания, както и претендентите към трона на Италия и на Франция.

## Произход
Луиза-Хенриета е родена в Париж като единствена дъщеря на Луи-Арман II дьо Бурбон, принц на Конти (* 1695, † 1727), и Луиза-Елизабета дьо Бурбон, принцеса на Конде (* 1693, † 1775). Баща ѝ е син на принц Франсоа-Луи дьо Бурбон, известен като Великият Конти, и на Мария-Тереза дьо Бурбон. Нейната баба по бащина линия и дядо ѝ по майчина линия са брат и сестра, което означава, че родителите ѝ са първи братовчеди. Майка ѝ е най-голямата и любима дъщеря на принцеса Луиза-Франсоаз дьо Бурбон, най-старата оцеляла законна дъщеря на крал Луи XIV и на Франсоаз-Атенаис, мадам дьо Монтеспан. Като член на управляващата династия Бурбони принцеса Луиза-Хенриета е принцеса по кръв. В младостта си тя е известна в двора като мадмоазел дьо Конти. Има четирима братя:
- Луи (1715 – 1717), граф на Ла Марш
- Луи-Франсоа I (1717 – 1776), граф на Ла Марш, принц на Конти
- Луи-Арман (1720 – 1722), херцог на Меркьор
- Шарл (1722 – 1730), граф на Але

## Биография
Баща ѝ умира през 1727 г. Преди смъртта си той напуска майка ѝ. Новият ръководител на клона Бурбон-Конти става по-големият брат на принцесата, принц Луи-Франсоа дьо Бурбон, който наследява титлата „Принц на Конти“.
Няколко години по-късно ръката на Луиза-Хенриета е поискана от първия ѝ братовчед Луи-Жан-Мари дьо Бурбон, херцог на Пентиевър и на Омал, и граф на Йо, който е наследник на огромното богатство на Дом Пентиевър. Въпреки това майка ѝ решава да я омъжи за член на по-престижния Орлеански дом. Така на 17 юли 1743 г. във Версай Луиза-Хенриета се омъжва за втория си братовчед – херцогът на Шартър Луи-Филип I Орлеански. С този брак майка ѝ силно се надява да сложи край на семейната вражда между дома Бурбон-Конти и Орлеанския дом, която води началото си от конфликта между майка ѝ Луиза-Франсоаз дьо Бурбон-Конти и леля ѝ Франсоаз-Мария дьо Бурбон-Орлеанска – две сестри, извънбрачни деца на Луи XIV. Между фамилиите вече е имало един династичен брак. През 1731 г. по-големият брат на принцесата, принц Луи Франсоа дьо Бурбон, принц на Конти се жени за принцеса Луиза Диана Орлеанска.
Бащата на съпруга на принцесата, принц Луи Орлеански, херцог на Орлеан, наречен „Благочестивият", се съгласява на брака, защото знае за манастирското възпитание на бъдещата си снаха. Скоро обаче скандалното ѝ поведение го кара да се разочарова от избора си и да потърси начин да се разведе с младите съпрузи.
Луиза-Хенриета става известна с многобройните си любовни авантюри. Според мълвата преждевременната ѝ кончина е предизвикана от развратния ѝ живот. Според френския историк от XIX век Жак Илер нейни любовници са били художникът Франсоа Буше, крал Луи XV, Шарл дьо Роан, принц на Субиз, Луи-Франсоа-Арман дьо Виньеро дю Плеси, херцог на Ришельо, маршал Морис дьо Сакс, маршал Улрих Фридрих Волдемар дьо Льовендал, абат Франсоа Йоахим Пиер дьо Берни, Луи-Херакъл-Арман дьо Полиняк, Джеймс Дръмънд, 3-ти херцог на Мелфорт. От връзката с последния тя, според слуховете, има син. На херцогинята се приписват и множество неназовани любовници в двора, в армията, сред слугите и обикновените хора, с които тя влиза в интимни отношения в градината на Пале Роял, в който живее със съпруга си.
- Някои от любовниците на Луиза-Хенриета
- Франсоа Буше, художник
- крал Луи IV
- Шарл дьо Роан, принц на Субиз, маршал на Франция
- Луи-Франсоа-Арман дьо Виньеро дю Плеси, херцог на Ришельо
- Маршал Морис дьо Сакс
- маршал Улрих Фридрих Волдемар дьо Льовендал
- абат Франсоа Йоахим Пиер дьо Берни

По време на Френската революция нейният син Филип Егалите публично заявява, че истинският му баща не е съпругът на майка му, а кочияш в Пале Роял. Въпреки това портретната прилика с предците му от дома на Орлеан прави това твърдение малко вероятно.
Умира на 9 февруари 1759 г. в Пале Роял, който е резиденция на херцозите на Орлеан в Париж. Погребана е в Абатство „Вал дьо Грас“.
В мемоарите си маркиза дьо Креки пише, че след смъртта на херцогинята „открихме в нейното шкафче колекция от сатири и ужасни песни, които тя е съчинила. Те не могат да бъдат преписани от перото на друга жена и особено на християнка. Мога само да цитирам началото на един куплет, който тя адресира към съпруга си: „Мосю Орлеан,/Вашите предполагаеми деца/са обект на презрение/на цял Париж!“ Монсеньор д'Орлеан само се изсмя на това и всички редовни гости на Пале Роял взеха копия от същата тази стихосбирка, която принцесата беше озаглавила: „Моят завет““.
По време на Революцията синът ѝ Филип Егалите публично заявява, че е син на коняр и е известно, че дядо му винаги е отказвал да го смята за член на семейството. Той пише до Парижката комуна за лошото поведение на майка си, като иска да промени името си, и следва указ, който постановява, че „Луи-Филип-Жозеф и неговото потомство отсега нататък ще носят фамилното име Егалите“. Независимо от това генетично изследване от 2013 г. на няколко членове на Дом Бурбон установява, че патрилинейната линия е била непрекъсната в клона Орлеан от Луи XIII (* 1601; † 1643) до принц Жоао Енрике д’Орлеан-Браганса (* 1954), което между другото доказва, че Луи-Филип-Жозеф наистина е син на четвъртия херцог на Орлеан. От своя страна баронесата на Оберкирх Хенриета-Луиза де Валднер де Фройндщайн съобщава в мемоарите си, че Орлеанската херцогиня често е казвала: „Имам всичко от Конде и нищо от Орлеан“.
След смъртта на херцогинята херцогът се жени през 1773 г. за вдовстващата маркиза дьо Монтесон (Шарлота-Жана Беро дьо Ла Ей дьо Риу).

## Брак и потомство
∞ 17 декември 1743 за Луи-Филип I Дебели, херцог на Шартър, бъдещ херцог на Орлеан (* 12 май 1725, † 18 ноември 1785), син на Луи I Орлеански и Августа-Жана фон Баден-Баден, от когото има ве дъщери и един син:
- дъщеря (* 12/13 юли 1745, † 14 декември 1745);
- Принц Луи Филип Йозеф Орлеански (* 13 април 1747, † 6 ноември 1793), херцог на Монпансие, херцог на Шартър от 1752 г., херцог на Орлеан от 1785 г. под името Луи Филип II, по време на Френската революция е известен като Филип Егалите; ∞ за принцеса Луиз-Мария-Аделаида дьо Бурбон, мадмоазел дьо Пентиевър;
- Луиза-Мария-Тереза-Батилда Орлеанска (* 9 юли 1750, † 10 януари 1822), ∞ за Луи-Анри-Жозеф II дьо Бурбон, принц дьо Конде, по време на Френската революция е известна като Situann Verit.